# Прапор Новояворівська
Прапор Новояворівська — офіційний символ міста Новояворівськ Львівської області, затверджений 25 грудня 1992 року сесією Новояворівської міської ради.
Автор — А. Гречило.

## Опис прапора
Квадратне полотнище, яке складається з двох горизонтальних смуг — горішньої жовтої (завширшки в 3/10 сторони прапора) та нижньої синьої; у верхній смузі — три зелені яворові листки в ряд, у нижній — три жовті трикутники в два ряди, один над двома.

## Зміст символів
Жовті трикутники символізують сірковидобувну промисловість, яка сприяла виникненню поселення. Яворові листки уособлюють назву міста.
Символіка відповідає тій, що використовується у міському гербі.